# Minor Watson
Pour les articles homonymes, voir Watson.
Minor Watson est un acteur américain né le 22 décembre 1889 à Marianna, Arkansas (États-Unis), mort le 28 juillet 1965 à Alton, Illinois (États-Unis).

## Filmographie

### Années 1910
- 1913 : A Brother's Loyalty
- 1913 : What's the Matter with Father? : Herbert
- 1913 : Rescuing Dave
- 1913 : Mr. Rhye Reforms
- 1913 : Love Incognito
- 1913 : Their Waterloo
- 1913 : Day by Day
- 1914 : No. 28, Diplomat

### Années 1930
- 1931 : Vingt-quatre Heures (24 Hours) : David Melbourne
- 1933 : Haute Société (Our Betters), de George Cukor : Arthur Fenwick
- 1933 : Another Language : Paul Hallam
- 1934 : The Pursuit of Happiness : Col. Sherwood
- 1934 : Babbitt (en) : Paul 'Paulivus' Reisling
- 1935 : Charlie Chan in Paris : insp. Renard
- 1935 : Mister Dynamite (en) : Lewis
- 1935 : Le Tournant dangereux (en) (Age of Indiscretion) : Mr. Adams
- 1935 : Mary Jane's Pa (en) : Kenneth Marvin
- 1935 : Lady Tubbs (en) : Edward J. Fishbaker
- 1935 : Poursuite (Pursuit), d'Edwin L. Marin : Hale
- 1935 : Soir de gloire (Annapolis Farewell) : Cmmdre. Briggs
- 1936 : Rose of the Rancho (en) : Jonathan Hill
- 1936 : The Longest Night (en) : Hardy, Store Security
- 1937 : When's Your Birthday? : James J. Regan
- 1937 : La Femme que j'aime (The Woman I Love) de Anatole Litvak : Deschamps
- 1937 : Rue sans issue (Dead End) : Mr. Griswald
- 1937 : Une certaine femme (That Certain Woman) : Clark Tilden
- 1937 : Saturday's Heroes (en) : Doc Thomas
- 1937 : Les Cadets de la mer (Navy Blue and Gold) : Lt. Milburn
- 1937 : Par trois longueurs (Checkers) de H. Bruce Humberstone : Dr Smith
- 1938 : Of Human Hearts : Capt. Griggs
- 1938 : Love, Honor and Behave : Dr 'Mac' MacConaghey
- 1938 : Règlement de comptes (Fast Company) d'Edward Buzzell : Steve Langner
- 1938 : Des hommes sont nés (Boys Town) de Norman Taurog : The Bishop
- 1938 : Touchdown, Army : colonel Denby
- 1938 : Stablemates : Barney Donovan
- 1938 : While New York Sleeps (en) : Charles MacFarland
- 1939 : Stand Up and Fight : U.S. Marshal Cole
- 1939 : Les Aventures d'Huckleberry Finn (The Adventures of Huckleberry Finn) : Capt. Brandy
- 1939 : The Flying Irishman : Airline Personnel Manager
- 1939 : André Hardy millionnaire (The Hardys Ride High) : Mr. Terry B. Archer
- 1939 : Boy Friend de James Tinling : Capt. Duffy
- 1939 : Maisie d'Edwin L. Marin : Prosecuting Attorney
- 1939 : Édition de minuit (News Is Made at Night) de Alfred L. Werker  : Charles Coulton alias Clifford Mussey
- 1939 : The Angels Wash Their Faces : Maloney (aide to Remson)
- 1939 : Le Père prodigue (Here I Am a Stranger) : Evans
- 1939 : Le Gangster espion (Television Spy) d'Edward Dmytryk : Burton Lawson
- 1939 : The Llano Kid : shérif McLane

### Années 1940
- 1940 : Abraham Lincoln (Abe Lincoln in Illinois) : Joshua Speed
- 1940 : Viva Cisco Kid : Jesse Allen
- 1940 : 20 Mule Team : Marshal
- 1940 : Hidden Gold (en) de Lesley Selander
- 1940 : Jeunesse (Young People) : Dakin
- 1940 : Le Mystère de Santa Marta (Rangers of Fortune) de Sam Wood : Clem Bowdry
- 1940 : Gallant Sons : Editor Barton Newbold
- 1941 : Les Pionniers de la Western Union (Western Union) : Pat Grogan
- 1941 : The Monster and the Girl (en) de Stuart Heisler : Judge Pulver
- 1941 : Mr. District Attorney : Arthur Barrett
- 1941 : Soirs de Miami (Moon Over Miami) : Mr. Jim Reynolds
- 1941 : The Parson of Panamint (en) de William C. McGann : Sheriff Nickerson
- 1941 : Vedette à tout prix (Kiss the Boys Goodbye) : Oncle Jefferson Davis Bethany
- 1941 : Birth of the Blues : Henri Lambert
- 1941 : La Charge fantastique (They Died with Their Boots On) : Sen. Smith
- 1942 : La Femme de l'année (Woman of the Year) : William Harding
- 1942 : Crimes sans châtiment (Kings Row) : Sam Winters
- 1942 : Frisco Lil : Jeff Gray
- 1942 : André et les Fantômes (The Remarkable Andrew) de Stuart Heisler : District Attorney Orville Beamish
- 1942 : Les Rivages de Tripoli (To the Shores of Tripoli) : Capt. Christopher Winters
- 1942 : La Glorieuse Parade (Yankee Doodle Dandy) : Albee
- 1942 : Le Caïd (The Big Shot) de Lewis Seiler : Warden George Booth
- 1942 : Flight Lieutenant (en) de Sidney Salkow : Maj. John Thompson
- 1942 : Enemy Agents Meet Ellery Queen (en) de James Patrick Hogan : Cmmdre. Lang
- 1942 : Gentleman Jim : Buck Ware
- 1943 : Power of the Press : John Carter
- 1943 : Requins d'acier (Crash Dive) de Archie Mayo Adm. Bob Stewart
- 1943 : Mission à Moscou (Mission to Moscow) : Loy Henderson
- 1943 : Convoi vers la Russie (Action in the North Atlantic) : RAdm. Hartridge
- 1943 : Yanks Ahoy! : Capt. Scott
- 1943 : La Petite Exilée (Princess O'Rourke) : M. Washburn
- 1943 : Guadalcanal (Guadalcanal Diary) de Lewis Seiler : colonel. Wallace E. Grayson
- 1943 : Happy Land : le juge Colvin
- 1944 : Secrets in the Dark
- 1944 : Henry Aldrich, Boy Scout : Ramsey Kent
- 1944 : The Falcon Out West : Dave Colby
- 1944 : L'Odyssée du docteur Wassell (The Story of Dr Wassell) : vice-amiral
- 1944 : Vacances de Noël (Christmas Holiday) : Townsend
- 1944 : Shadows in the Night : Frederick Gordon
- 1944 : That's My Baby! (en) de William Berke : R. P. (Phineas) Moody
- 1944 : La Marine en jupons (Here Come the Waves) : l'officier supérieur
- 1945 : L'introuvable rentre chez lui (The Thin Man Goes Home) : Sam Ronson
- 1945 : God Is My Co-Pilot : colonel Caleb V. Haynes
- 1945 : Une cloche pour Adano (A Bell for Adano) de Henry King : major Gen. McKay
- 1945 : Bewitched (en) : le gouverneur
- 1945 : Le Prix du bonheur  (You Came Along) de John Farrow : oncle Jack
- 1945 : L'Intrigante de Saratoga (Saratoga Trunk) : J.P. Reynolds
- 1946 : Le Traître du Far-West (The Virginian) : Judge Henry
- 1946 : Boys' Ranch : M. Harper
- 1946 : Le Courage de Lassie (Courage of Lassie) : Sheriff Ed Grayson
- 1947 : The Trouble with Women (en) : M. Carver
- 1948 : Mon héros (A Southern Yankee) d'Edward Sedgwick : Gen. Watkins
- 1949 : La Garce (Beyond the Forest) : Moose

### Années 1950
- 1950 : There's a Girl in My Heart
- 1950 : La Femme à l'écharpe pailletée (The File on Thelma Jordon) : juge Calvin Blackwell
- 1950 : The Jackie Robinson Story : Branch Rickey, President Brooklyn Dodgers
- 1950 : La Bonne Combine (Mister 880) : juge O'Neil
- 1951 : La Nouvelle Aurore (Bright Victory) de Mark Robson : Mr. Paterson
- 1951 : Rendez-moi ma femme (As Young as You Feel), de Harmon Jones : Harold P. Cleveland
- 1951 : Little Egypt : Cyrus Graydon
- 1952 : My Son John de Leo McCarey : Dr Carver
- 1952 : Passage interdit (Untamed Frontier) : Matt Denbow
- 1952 : Face to Face : Marcellus T. 'Scratchy' Wilson ('The Bride Comes to Yellow Sky')
- 1952 : La Star (The Star) de Stuart Heisler : Joe Morrison
- 1953 : Roar of the Crowd : Mackey
- 1955 : Dix hommes à abattre (Ten Wanted Men) : Jason Carr (Marva's father)
- 1955 : Les Années sauvages (The Rawhide Years) : Matt Comfort
- 1956 : Trapèze (Trapeze) : John Ringling North
- 1956 : La Fille de l'ambassadeur (The Ambassador's Daughter) : gén. Andrew Harvey